# Acido periodico
L'acido periodico è un acido ossidante derivato dallo iodio.
A temperatura ambiente si presenta come un solido incolore e quasi inodore. È un composto corrosivo.
In chimica organica viene utilizzato per ossidare gli zuccheri, provocando l'apertura dell'anello e la sostituzione di due ossidrili vicinali con i corrispondenti gruppi carbonilici (degradazione ossidativa di Malaprade).
In istologia, assieme al reattivo di Schiff, compone la reazione PAS per l'evidenziazione delle mucine a pH neutro.
Ha la peculiarità di essere un notevole esempio di composto in cui lo Iodio si trova in stato di ossidazione +7, il più alto.